# Dębsk
Dębsk [pronunciación en polaco: /dɛmpsk/] es un pueblo en el distrito administrativo de Gmina Bielsk, dentro del Distrito de Płock , Voivodato de Mazovia, en el centro-este de Polonia. Se encuentra aproximadamente 4 kilómetros al norte de Bielsk, 19 kilómetros al noreste de Płock, y 97 kilómetros al noroeste de Varsovia.